# Lijst Pim Fortuyn
Lijst Pim Fortuyn (forkortes: LPF) (dansk: Pim Fortuyn Listen) var et hollandsk politisk parti, som blev grundlagt af Pim Fortuyn i 2002. Fortuyn blev myrdet i løbet af valgkampen til parlamentsvalget i 2002. Partiet fortsatte over de næste år, men på grund af dalene støtte, valgte partiet at opløse sig selv den 1. januar 2008.

## Historie

### Baggrund og grundlæggelsen
Fortuyn blev i november 2001 valgt som spidskandidat for partiet Leefbaar Nederland. Fortuyn gav den 9. februar 2002 et interview i de Volkskrant, hvor at han kom med flere kontroversielle udtagelser, som at islam var en 'tilbagestående kultur', at ikke flere asylansøgere skulle tillades i landet og at racismeklausulen i den hollandske grundlov skulle fjernes for at beskytte ytringsfrihed. Fortuyn blev fyret som spidskandidat dagen efter.
Fortuyn gik med det samme i gang med at danne Lijst Pim Fortuyn, som blev officiel den 11. februar.

### Mordet på Fortuyn og parlamentsvalget i 2002
Fortuyn blev myrdet den 6. maj 2002 i Hilversum af miljøaktivsten Volkert van der Graaf. van der Graaf sagde i den følgende retssag at han havde dræbt Fortuyn fordi han havde brugt muslimer og andre 'svage medlemmer af samfundet' som syndebukke for at vinde politisk magt.
Ved valget vandt LPF 17% af stemmerne, og blev dermed den næststørste parti i parlamentet. Dette var en rekord for flest stemmer til et nyt parti i Holland, en rekord som stadig holder den dag i dag.
Efter valget valgte partiet Mat Herben som den nye partiformand. LPF gik i regering med CDA og VVD efter valget. Denne regering holdte dog ikke længe, da uenigheder og konflikt hos LPF resulterede i at flere medlemmer af partiet forlod, og det endte med at tvinge premierminister Jan Peter Balkenende til at udskrive valg.

### Sammenfaldet
LPF så stor tilbagegang ved parlamentsvalget i 2003, og vandt kun 5,6% af stemmerne. Partiet blev ikke inviteret tilbage til regeringen, da de blev erstattet af D66 i regeringskoalitionen.
Partiet deltog i sit første Europaparlamentsvalg i 2004. Dette var dog ingen succes, da partiet kun opnåede 2,6% af stemmerne, og vandt ikke en plads.

### Opløsningen
Partiet skiftede navn til Lijst Vijf Fortuyn (dansk: Liste Fem Fortuyn) i 2006. Ved parlamentsvalget i 2006 fik LVF kun 0,2% af stemmerne, og vandt dermed ingen repræsentation i parlamentet.
Partiet stemte ja i juli 2007 til at opløse sig, med den endelig dag for opløsning den 1. januar 2008.

## Ideologi
Fortuyn og parties ideologi har skabt begrebet fortuynisme. Fortuynismen bygger på liberalisme og en klar populisme.
Fortuyn og partiet var ikke et yderligt konservativt parti. Fortuyn var selv en åben homoseksuel, og kritikken af islam og indvandringen byggede især på at beskytte de åbne liberale værdier som der findes i Holland fra konservative og tilbagestående værdier.

## Valgresultater

### Parlamentsvalg
| Valg | Spidskandidat | Stemmer   | %    | Pladser  |
| ---- | ------------- | --------- | ---- | -------- |
| 2002 | Pim Fortuyn   | 1.614.801 | 17%  | 26 / 150 |
| 2003 | Mat Herben    | 549.975   | 5,7% | 8 / 150  |
| 2006 | Olaf Stuger   | 20.956    | 0,2% | 0 / 150  |

### Europa-Parlamentsvalg
| Valg | Stemmer | %    | Pladser |
| ---- | ------- | ---- | ------- |
| 2004 | 121.509 | 2,6% | 0 / 27  |